# タイワンスゲ
タイワンスゲ Carex formosensis H. Lev. et Vaniot はカヤツリグサ科スゲ属の植物の1つ。細長い穂を出し、果実の先端が円柱形をしている。

## 特徴
多年生の草本。花茎の高さは30～60cm。根茎は短く、葉や花茎は束になって生じる。匍匐枝は生じない。葉は幅2～6mm、硬くてややざらつきがある。基部の鞘は褐色から暗褐色で多少とも繊維に分解する。
花期は4～5月。花茎は滑らかで、頂小穂は雄性、側小穂は雌性。側小穂の数は3～7個。苞には鞘があり、葉身は小穂よりやや長いほどに発達する。頂生の雄小穂は線形で長さ1～2cm、幅1～1.5mmと細長く、鱗片は淡褐色で、その先端は鈍く尖るか丸くなっている。またその縁が互いに癒合して僧坊状となる。側生の雌小穂は先端近くのものは互いに接近してつくが、下方のものはやや離れてついており、細い円柱形で長さ1～4cm、太さ2～3mm、直立して着き、柄はあるが苞の鞘を出ない。雌花鱗片は長さ2～3mmで果胞より短く、緑白色で、先端は鈍く尖り、その先に短い芒状の突起がある。果胞は長卵形で半ばで浅くだがヒョウタンのようにくびれ、長さ3～3.5mm。果胞には多数の脈があり、細かな毛が疎らにあり、嘴の口部は凹んだ形になっている。痩果は長さ2～2.5mm、断面は3稜形で、その稜の中央が深く凹んでおり、また先端部は長さ0.3～0.5m、径0.5mmの円柱状の形になっている。柱頭は3つに裂ける。
別名にオオミヤマカンスゲ、キイルンスゲがある。

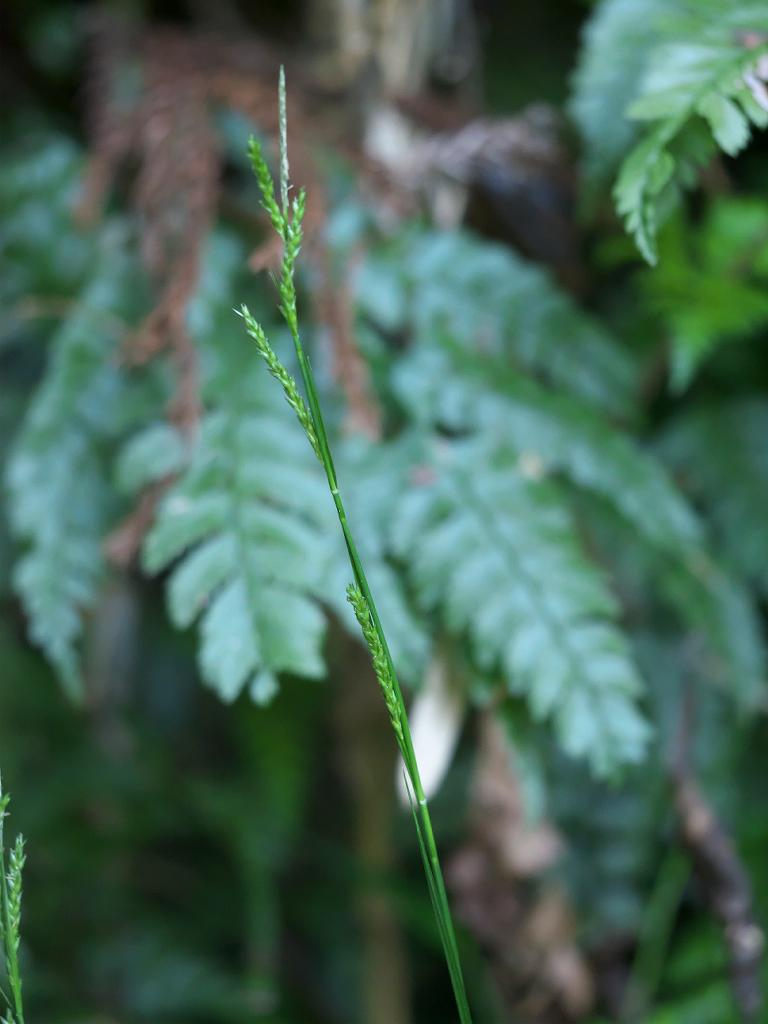
花茎の先端近くの様子
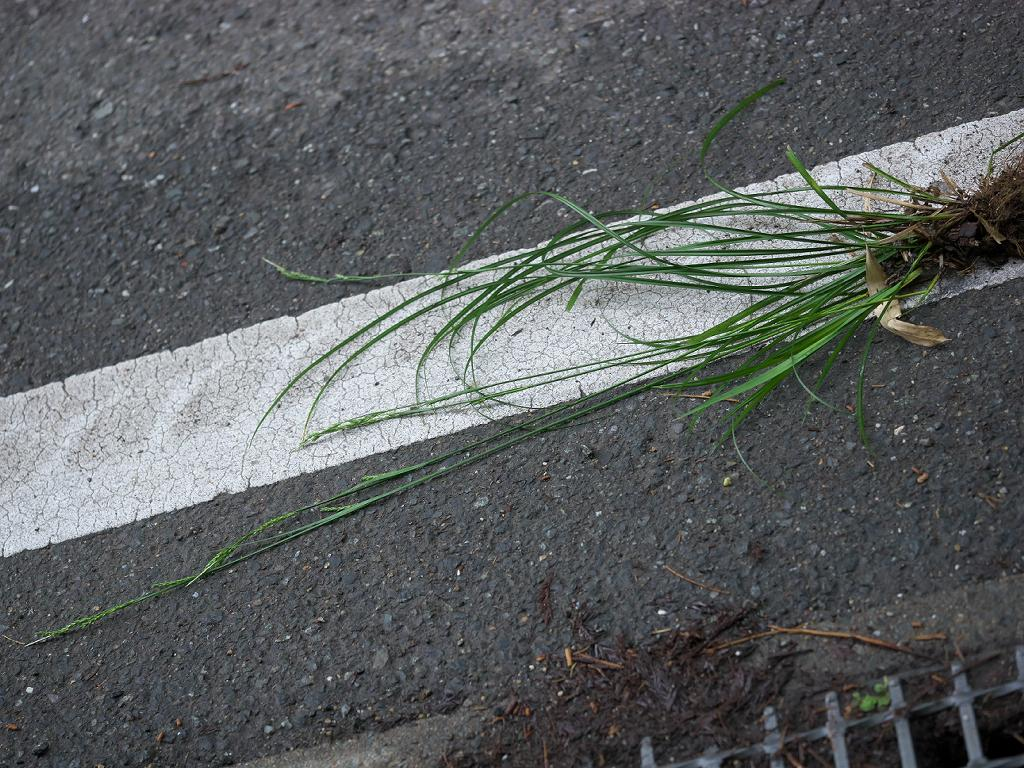
全株の様子
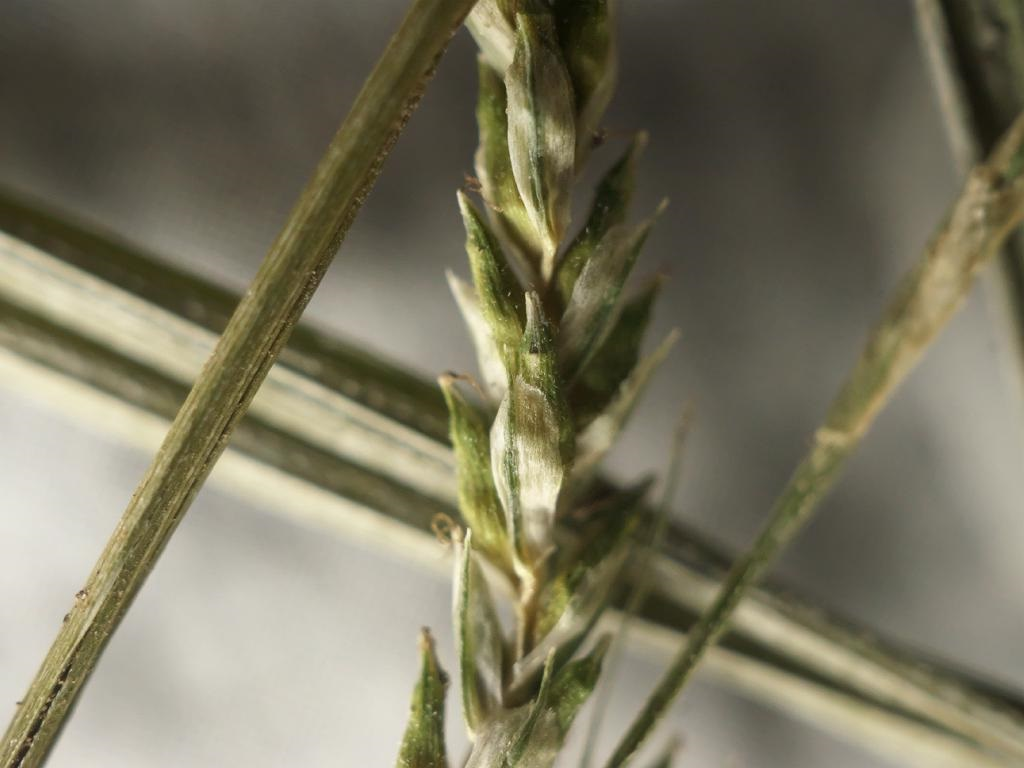
果胞の様子(標本)

## 分布と生育環境
日本では本州の栃木県、茨城県、四国の愛媛県、高知県、それに九州に分布し、国外では台湾から知られている。また朝鮮半島からも知られる、との情報もある。
やや乾燥した明るい森林内や林縁に見られる。愛媛県では海岸に近い山中や林縁に生え、小さな集団をなしているところもあるとのこと。

## 分類、類似種など
本種は頂小穂が雄性、側小穂が雌性、苞に鞘があり、果胞は小型で柱頭は3裂、その基部に膨らんだ付属体があるといった特徴から勝山(2015)はヌカスゲ節 Sect. Mitratae としている。この節に含まれるものは日本で70種以上もあり、中でも異名にあるようにミヤマカンスゲ C. multifolia やその近辺のものは本種と似た姿のものが多い。ただ、本節の特徴の1つである柱頭基部の付属体は円盤状をしているものが多く、本種のように円筒形のものはごく少ない。この形は果胞の上からもある程度ではあるが見て取れるので、同定の大きな手がかりになる。本種同様に付属体が円筒形のものはヌカスゲ節の中でもタイワンスゲ亜節 Sect. Mitratae とする扱いがあり、本種の他に日本では琉球列島で知られるオキナワスゲ C. breviscapa とトックリスゲ C. rhynchachaemium 、小笠原諸島のムニンヒョウタンスゲ C. yasuii それに本種のように本州から九州に分布するゲンカイモエギスゲ C. genkaiensis とアキイトスゲ C. kamagariensis がある。
このうちでオキナワスゲとトックリスゲは日本で南西諸島にしか見られず、またどちらも花茎が短くて小穂が葉の根本付近に集中する特徴があり、一見して区別できる。
ゲンカイモエギスゲとアキイトスゲは花柱基部の付属体は円柱とはいえ高さが小さいので円盤状に近いことで区別可能で、勝山(2015)はゲンカイモエギスゲと本種のやせた株とが似ていることを記しているが、この特徴で区別できるともしている。ムニンヒョウタンスゲは小笠原諸島の固有種で、本種によく似ているが果胞が4.5～5.5mmとやや大きいこと、それに痩果の中程がくびれることがない点で区別できる。

## 保護の状況
環境省のレッドデータブックでは絶滅危惧II類となっており、県別でも分布域の全域で以下のような指定を受けている。
- 絶滅危惧I類：高知県、福岡県、長崎県、宮崎県
- 絶滅危惧II類：栃木県、愛媛県、佐賀県、鹿児島県
- 準絶滅危惧：大分県
- その他：鹿児島県、茨城県(情報不足)

福岡県では生育地の伐採や農地化で生育地が減少している。大分県では生育地が神社の参道の回りで、草刈りによって衰退が見られ、参道の改修などがなされた場合などには消滅の可能性も懸念されているという。いずれにせよ、国内の生育地も個体数もかなり少ない現状であるらしい。